# Sporternährung
Mit der Sporternährung (Sportlerernährung) befassen sich wissenschaftlich die Ernährungswissenschaft, die Sportmedizin und die Sportwissenschaft.

## Ziele der Sporternährung
Die Verbesserung der Trainings- und Wettkampfleistungen des Sportlers, sowie die Unterstützung der Regeneration nach der Belastung, sind die wesentlichen Ziele der Sporternährung. Sie soll dabei individuell auf den aktuellen Bedarf des jeweiligen Sportlers bezüglich des Energiegehaltes und der Energiezusammensetzung abgestimmt sein. Zur Anwendung kommen Lebensmittel und Nahrungsergänzungsmittel (kurz- und langkettige Kohlenhydrate, Fette, Eiweiß), die anhand des Gehaltes an Vitaminen, Mineralstoffen und Spurenelementen, der Flüssigkeitsbilanz und des Gehaltes an Ballaststoffen zusammengestellt sind. Dabei sollen die Phasen, in denen sich der Sportler befindet (Trainings- und Aufbauphase, Vorwettkampfphase, Wettkampftag, Regenerationsphase), die Art der sportlichen Belastung (Ausdauersport, Ausdauersport mit hohem Krafteinsatz, Kampfsport, Spielsport, Schnellkraft-Sportarten) sowie das Alter des Sportlers (Sport im Kindes- und Erwachsenenalter, Seniorensport) Berücksichtigung finden.
Von der erlaubten leistungssteigernden Sporternährung abzugrenzen sind verbotene Maßnahmen zur Leistungssteigerung (Doping). Um einzelne Produkte hinsichtlich Doping abzugrenzen, gibt es bspw. die Kölner Liste, in der Produkte mit minimiertem Dopingrisiko aufgeführt sind.

## Wissenschaft
An der Ruhr-Universität Bochum gibt es einen Lehrstuhl für Sportmedizin und Sporternährung, Inhaberin ist Petra Platen.

## Fachgesellschaften
Professionals in Nutrition for Exercise and Sport (PINES) ist die internationale Gesellschaft für Fachpersonen im Bereiche der Sporternährung. PINES gilt als internationale Referenzstelle zur Sporternährung. 2003 wurde die International Society of Sport Nutrition (ISSN) (Internationale Gesellschaft der Sporternährung) gegründet. Die Gesellschaft gibt als Fachzeitschrift das Journal of the International Society of Sports Nutrition (JISSN) heraus. Im deutschsprachigen Raum gibt es die Österreichische Gesellschaft für Sporternährung sowie die Swiss Sports Nutrition Society.

### Fachbücher
- Louise Burke, Vickie Deakin (Editors). Clinical Sports Nutrition McGraw-Hill 2006, 3. Auflage, ISBN 978-0-07-471602-1
- Wolfgang Friedrich. Optimale Sporternährung – Grundlagen für Leistung und Fitness im Sport Spitta-Verlag 2008, 2. Aufl., ISBN 978-3-938509-73-9
- Peter Konopka. Sporternährung. Leistungsförderung durch vollwertige und bedarfsangepaßte Ernährung. BLV 1994 ISBN 3-405-14651-8
- Cornelia A. Schlieper. Ernährung des Sportlers. In: Schlieper. Grundfragen der Ernährung. Verlag Dr. Felix Büchner 2000, ISBN 3-582-04475-0
- Leslie Bonci (Editor). Sports Nutrition Update. In: Clinics in Sports Medicine 26, 2007. ISBN 1-4160-4296-2

### Fachzeitschriften
- Journal of the International Society of Sports Nutrition (JISSN), Peer-Review-Journal mit freiem Zugriff auf alle erschienenen Artikel
- International Journal Of Sport Nutrition And Exercise Metabolism (IJSNEM), zweimonatliches Erscheinen, ISSN 1526-484X (print), ISSN 1543-2742 (online)

### Einzelartikel
- D. S. Kalman und B. Campbell: Sports Nutrition: What the Future may Bring. In: Journal of the International Society of Sports Nutrition 1, 2004, S. 61–66.
- N. Cotugna u. a.: Sports Nutrition for Young Athletes. In: The Journal of School Nursing. 21, 2005, S. 323–328. PMID 16419340
- L. M. Burke: Nutrition strategies for the marathon : fuel for training and racing. In: Sports Med 37, 2007, S. 344–347. PMID 17465604
- A. Stout: Fueling and Weight Management Strategies in Sports Nutrition. In: Journal of the American Dietetic Association 107, 2007, S. 1475–1476. PMID 17761219
- P. Hespel u. a.: Dietary supplements for football. In: J Sports Sci 24, 2006, S. 749–761. PMID 16766503
- C. Williams, L. Serratosa: Nutrition on match day. In: J Sports Sci 24, 2006, S. 687–697. PMID 16766498
- L. M. Burke u. a.: Energy and carbohydrate for training and recovery. In: J Sports Sci 24, 2006, S. 675–685. PMID 16766497